# フランケンシュタイン・クロニクル
『フランケンシュタイン・クロニクル』(The Frankenstein Chronicles)は、2015年11月11日から始まったイギリスのITV Encoreによる歴史ファンタジー犯罪ドラマである。本シリーズは1818年のメアリー・シェリーの小説『フランケンシュタイン』を参考にして新たに創作され、多くの人間の肉体をつなぎ合わされた死体が見つかった事件を捜査するジョン・マーロット(ショーン・ビーン)を主人公とする。ウィリアム・ブレイクやメアリー・シェリー、エイダ・バイロンなどの実在の人物も登場する。2016年6月20日、ITVはシーズン2の製作を発表し、シーズン2は2017年11月1日から放送された。
Netflixがアメリカ合衆国、日本をはじめとする諸地域での配信権を獲得し、2018年2月20日からNetflixオリジナルとして配信したが、2022年2月21日時点で配信は終了している。

## 登場人物
- ジョン・マーロット警部:ショーン・ビーン:元軍人、梅毒を患う
- サー・ロバート・ピール:Tom Ward:内務大臣
- ジョセフ・ナイチンゲール:Richie Campbell:巡査
- ダニエル・ハーヴェイ:Ed Stoppard:慈善病院を運営する貴族
- ジェマイマ・ハーヴェイ:ヴァネッサ・カービー:ダニエル・ハーヴェイの妹
- ボズ(チャールズ・ディケンズ):ライアン・サンプソン:新聞記者
- ビリー・オーツ:Robbie Gee:ホームレスの子供たちの元締め
- メアリー・シェリー:Anna Maxwell Martin:『フランケンシュタイン』の著者
- プリティ:Charlie Creed-Miles:墓泥棒
- フローラ:Eloise Smyth:オーツに売春婦として働かされるホームレスの少女
- サー・ウィリアム・チェスター:サミュエル・ウェスト:著名な外科医
- ガーネット・チェスター:Mark Bazeley:ウィリアム・チェスターの従兄弟で外科医
- サー・ベントレー・ウォーバートン:エリオット・コーワン:ロバート・ピールの政敵
- ビショップ夫人:Kate Dickie:死体販売業者
- ウィリアム・ブレイク:Steven Berkoff:詩人にして版画家
- アグネス・マーロット:Deidre Mullins:マーロットの亡き妻
- フレデリック・ディップル:ローレンス・フォックス:オートマタに興味を持つ富豪
- エスター・ローズ:Maeve Dermody:未亡人の裁縫師
- オートマトン:Victoria Emslie:ディップルの作品
- オーガスタ・エイダ・バイロン:Lily Lesser:ディップルの助手で数学者

## あらすじ

### シリーズ1のあらすじ
19世紀初頭のイギリスでは医学が急速に進歩し、生体電気についてのガルヴァーニの発見がもてはやされる。死体解剖の需要が高まって死体の盗掘が盛んとなり、政府は解剖医への死体の提供を合法化する解剖法の成立を進めるが、死者の復活を信じる人々は反対する。
退役軍人で水上警察勤務のジョン・マーロット警部はアヘン密輸の取り締まり中に、8人の子供の肉体がつなぎ合わされた死体を発見する。解剖法成立を進める内務大臣のピールは、反対派による陰謀だと疑い、マーロットに隠密捜査を命じる。マーロットは地元警察のナイチンゲール巡査の協力を得て、不明児童を捜索し子供を殺す怪物の噂を調べる。手がかりを得てウィリアム・ブレイクや『フランケンシュタイン』の著者メアリー・シェリーに会う。自らの梅毒の感染で死なせた妻子の幻と梅毒の症状がしばしばマーロットを苦しめる。
やがてメアリー・シェリーも加わって死体の蘇生実験が実際に行われ、『フランケンシュタイン』の一部は真実であったことが分かる。事件は"フランケンシュタイン殺人事件"として報道される。自分が犯人だと告白する遺書を残し、外科医が自殺を擬して殺される。ピールは陰謀を尽くして解剖法を成立させる。捜査を続けるマーロットは、法案に反対していた医者のダニエル・ハーヴェイが真犯人だと知るが、殺人罪の濡れ衣を着せられて死刑に処される。だがマーロットはダニエルによって蘇生させられ、たがいに魅かれあうようになったダニエルの妹ジェマイマとともに陰謀を暴くことを誓う。

### シーズン2のあらすじ
3年後、精神病院の看護師を殺して脱走したマーロットは、身を隠しながらダニエル・ハーヴェイを探して死者の復活を止めようとする。連続して聖職者が殺され、その心臓が持ち去られる事件が起きる。ナイチンゲールは教区の自警団に妨害されながら捜査を行う。マーロットが知り合いになった寡婦の裁縫師エスターは、オートマトンを製作する富豪のディップルに雇われてオートマトンのための衣装を作り、助手で数学者のエイダ・バイロンに出会う。
聖職者の連続殺人事件は、教会の首席司祭、ディップル、ダニエルが共謀して起こしたこと、死者の心臓から死者再生のための秘薬が作られることが分かる。ナイチンゲールは捜査中にダニエルに殺される。マーロットと同様の蘇生者で不死者であるディップルはエスターを不死者にして伴侶にしようとするが拒否される。ダニエルは連続殺人事件の犯人として逮捕され、首席司祭は自分に繋がる証拠を隠滅して事件はもみ消される。

## エピソード

### シリーズ1 (2015)のエピソード
| エピソード | タイトル                                 | 監督          | 脚本                           | 放送日         | 視聴者数 (百万人) |
| --- | ---------------------------------------- | ------------- | ------------------------------ | -------------- | ----------------- |
| 1 | "神なき世界" "A World Without God"       | Benjamin Ross | Benjamin Ross & Barry Langford | 2015年11月11日 | 0.358             |
| ジョン・マーロット警部はアヘン密輸業者の取り締まり中にテムズ川で、8人の子供の肉体を繋ぎ合わせた、手がわずかに動く死体を発見する。解剖法成立をはかる内務大臣ピールは反対勢力の陰謀を疑い、秘密捜査を命じられる。マーロットはナイチンゲール巡査の協力を得て不明児童を捜査する。解剖法に反対する、慈善病院を経営する貴族のハーヴェイ兄妹に遭遇する。 |                                          |               |                                |                |                   |
| 2 | "夢か幻か" "Seeing Things"               | Benjamin Ross | Benjamin Ross & Barry Langford | 2015年11月18日 | 0.278             |
| マーロットは死体が運ばれた現場の手がかりから、病床にウィリアム・ブレイクを訪ねる。ブレイクの知人で、フランケンシュタインを書いたメアリー・シェリーに会う。ブレイクは亡くなる前に、版画のセットをマーロットに贈る。行方不明になった少女アリスの服を着たホームレスの少女フローラが、元締めのビリー・オーツから逃げてマーロットの保護を求める。ナイチンゲールは死体盗掘人のプリティを尾行する。 |                                          |               |                                |                |                   |
| 3 | "消えた子供たち" "All the Lost Children" | Benjamin Ross | Benjamin Ross & Barry Langford | 2015年11月25日 | 0.247             |
| マーロットはメアリー・シェリーの家を訪ねるが、直後にメアリーは息子と姿を消す。妊娠したフローラをダニエル・ハーヴェイの病院に委ねる。ビリー・オーツが子供たちをさらって殺したと疑い、プリティの情報で逮捕に向かう。 |                                          |               |                                |                |                   |
| 4 | "武運という名の店" "The Fortunes of War" | Benjamin Ross | Benjamin Ross & Mike Walden    | 2015年12月2日  | 0.269             |
| マーロットとプリティはビリーを求めて"武運"という店の地下に入り、ビショップ夫人という女から新鮮な少女の遺体を買う取引をする。フローラは堕胎してマーロットの家に戻るが、ビリーが探し当てて脅す。次の夜マーロットは再び"武運"に行き、囮となったフローラを選ぶとビショップ夫人が連れ去る。ビリーがマーロットを襲うが捕えられる。フローラを愛するようになったナイチンゲールとマーロットが、医学校に死体を売っていたビショップ家の倉庫を見つけ、フローラを救う。だがビショップ家やビリーと繋ぎ合わされた死体の関係は不明のままとなり、記者のボズが新聞に記事を書く。                                                   |                                          |               |                                |                |                   |
| 5 | "フランケンシュタイン殺人事件"           | Benjamin Ross | Benjamin Ross & Stacey Gregg   | 2015年12月9日  | 0.215             |
| 新聞報道を受け、マーロットは事件から外されるが捜査を続行する。メアリーが夫やウィリアム・チェスターとともに行った電気による蘇生実験で、失敗して死亡した仲間を自殺に見せかけたことを告白する。マーロットはフローラをウィリアムの従弟のガーネットの家から救い出す。ビリーは生きた子供たちをガーネットに売ったことを自白する。ガーネットは子供の死体を繋ぎ合わせた罪を告白する遺書を残し、自殺に見せかけて殺される。内務大臣のピールは警察を使って、政敵でジェマイマ・ハーヴェイの婚約者のウォーバートンのスキャンダルをつかんで沈黙させ、解剖法は成立する。マーロットは昇進を約束されるも納得せず、捜査を続行する。 |                                          |               |                                |                |                   |
| 6 | "一度なくしたもの" "Lost and Found"      | Benjamin Ross | Benjamin Ross & Barry Langford | 2015年12月16日 | 0.213             |
| ナイチンゲールはフローラと結婚することを望み、マーロットの捜査に協力しない。マーロットはフローラの言葉からダニエルを疑う。ダニエルの病院でアリスを見つけるが捕えられる。ダニエルが死体蘇生の実験を行い、繋ぎ合わされた死体は逃亡したものだとわかる。フローラが殺され、マーロットが罪を着せられて死刑となる。マーロットはダニエルによって蘇生させられ、梅毒も治癒している。兄の所業を知ったジェマイマはマーロットに協力して兄を倒すことを誓う。逃亡していたアリスは実家に戻り、ジェマイマはウォーバートンと結婚式を挙げ、マーロットは逃亡する。                                                                   |                                          |               |                                |                |                   |

### シリーズ2 (2017)のエピソード
| エピソード | タイトル                                             | 監督         | 脚本                                                       | 放送日         | 視聴者数 (百万人) |
| --- | ---------------------------------------------------- | ------------ | ---------------------------------------------------------- | -------------- | ----------------- |
| 1 | "さまよう魂" "Prodigal Son"                          | Alex Gabassi | Michael Robert Johnson                                     | 2017年11月1日  | TBA               |
| 3年後、精神病院に入っていたマーロットは看護師を殺して脱走し、巡査部長となっているナイチンゲールが捜査する。ダニエル・ハーヴェイを阻止しようとするマーロットは旧知のアンブローズ司祭を頼り、裁縫師のエスターを紹介される。だがアンブローズは殺されて心臓が持ち去られ、マーロットが疑われる。一方、大執事が殺された事件で教会は警察の介入を拒否する。 |                                                      |              |                                                            |                |                   |
| 2 | "別人として" "Not John Marlott"                      | Alex Gabassi | Paul Tomalin                                               | 2017年11月8日  | TBA               |
| 富豪のディップルは助手のエイダ・バイロンを遣わしてエスターを雇い、ガウンを補修させる。マーロットはナイチンゲールに再会し、ジェマイマは死んだと聞かされる。警察に追われるマーロットは死体運搬の仕事に就き、負傷してエスターの手当てを受ける。マーロットはボズに再会してダニエル・ハーヴェイの行方を尋ね、焼死あるいは逃亡したと聞かされる。異常な筋力を発揮し、大執事の死体から心臓が持ち去られていることを知る。 |                                                      |              |                                                            |                |                   |
| 3 | "よみがえりし死者" "Seeing the Dead"                 | Alex Gabassi | Noel Farragher and Paul Tomalin                            | 2017年11月15日 | TBA               |
| 3人目の聖職者が殺され、ナイチンゲールは教区の自警団より先に死体を持ち去って解剖し、心臓が取り出されていることを知る。内務大臣の新墓地建設に反対しつつ混みあった墓地への埋葬料で利益を得る首席司祭は、パイ通り周辺の疫病の流行を黙認して住民を減らした後、土地の売却で巨利を得ようとし、殺された3人の聖職者はその企みに反対していたことが分かる。マーロットは、井戸の水が疫病の犠牲者の死体で汚染されていることを知る。ビリー・オーツに再会し、井戸の死体の出所を追及する。エスターはディップルのもとでガウンを完成させる。                                             |                                                      |              |                                                            |                |                   |
| 4 | "迷子になった男の子" "Little Boy Lost"               | Alex Gabassi | Colin Carberry, Glenn Patterson and Michael Robert Johnson | 2017年11月22日 | TBA               |
| 首席司祭の企みを知る元司祭がパイ通りで教区検視官のレンクイストに殺され、発見したマーロットが現場から立ち去るところをナイチンゲールが目撃する。エスターに誘われてマーロットはディップルの屋敷でのオートマトンの発表会に出席する。ディップルのメイドを勤めるナイチンゲールの友人とマーロットは、屋敷で怪しげなものを見る。ディップルがパイ通りの土地の購入者であることを知る。警察は司祭殺しの犯人として大道芸の巨人を逮捕する。ナイチンゲールはディップルの屋敷に忍び込むがダニエル・ハーヴェイに遭遇して殺され、幻としてマーロットの前に姿を見せる。                   |                                                      |              |                                                            |                |                   |
| 5 | "天国と地獄の結婚" "The Marriage of Heaven and Hell" | Alex Gabassi | Paul Tomalin                                               | 2017年11月29日 | TBA               |
| ダニエルは公に姿を現してピールの都市再開発計画を支持する。心臓を取り除かれたナイチンゲールの死体が発見される。レンクイストがダニエルのために殺人を繰り返して来たことが分かる。ディップルはエスターに死んだ息子の幻を見せる。警察はディップルを疑い始める。ダニエルがエスターに死んだ息子に会わせると約束して薬を飲ませる。マーロットはディップルの所有する塔の中で氷漬けの臓器のコレクションを見つけるが襲われて負傷し、トンネルを通ってディップルの屋敷に入り、エスターが倒れるところを見た後、自身も倒れる。                                                         |                                                      |              |                                                            |                |                   |
| 6 | "フランケンシュタインの花嫁" "Bride of Frankenstein" | Alex Gabassi | Michael Robert Johnson                                     | 2017年12月6日  | TBA               |
| ダニエルはマーロットを手当てした後に塔に監禁する。ディップルの父はダニエルの師であり、ディップルもまた蘇生者で不死者であることが分かる。ディップルはエスターを蘇生させて自分の不死なる伴侶にしようとするが拒否される。警察はディップル邸を捜索し、ダニエルを逮捕し連続殺人の証拠を手に入れる。王の死が迫り、レンクイストは首席司祭が連続殺人の黒幕であることをボズに明かすが、新王即位の直後に暗殺され、連続殺人事件と首席司祭を結びつける記事は握りつぶされる。不死者となったエスターはマーロットに別れを告げ、オーツらと共に旅芸人の一座に加わってロンドンを離れる。 |                                                      |              |                                                            |                |                   |